# Scopula strigulifera
Scopula strigulifera là một loài bướm đêm trong họ Geometridae.